# Bill Morrison (réalisateur)
Pour les articles homonymes, voir Morrison et Bill Morrison.
Bill Morrison, né le 17 novembre 1965 à Chicago, est un cinéaste américain. Il est l'auteur de films expérimentaux.

## Pratique
Bill Morrison pratique le found footage, c'est-à-dire le collage et (re-)montage cinématographique de films retrouvés, ou tout simplement réalisés par un autre cinéaste, comme dans Decasia (2002), probablement son film le plus connu.
Thématiques privilégiées, la mémoire et le temps qui passe prennent forme par le biais d'un travail de l'archive visuelle, anecdotique et suggestive.
Ses films peuvent être rapprochés, par exemple, des réalisations de Ken Jacobs, Peter Tscherkassky ou encore Artavazd Pelechian.

## Filmographie

### Courts et moyens métrages
Films de moins d'une heure :
- 1990 : Night Highway
- 1991 : Lost Avenues
- 1992 : Photo Op
- 1992 : Footprints
- 1993 : Death Train
- 1994 : The World Is Round
- 1995 : Nemo
- 1996 : Moda
- 2004 : Light Is Calling (utilisant le film The Bells de James Young)
- 2005 : Outerborough
- 2010 : The Miners' Hymns
- 2013 : Re:Awakenings
- 2014 : Beyond Zero: 1914-1918
- 2018 : The Letter
- 2020 : Curly's Thanksgiving
- 2021 : Her Violet Kiss
- 2023 : Incident

### Longs métrages
- 2002 : Decasia
- 2010 : Spark of Being
- 2011 : Tributes: Pulse
- 2014 : The Great Flood
- 2016 : Dawson City : Le Temps suspendu[1]
- 2021 : The Village Detective: A Song Cycle

### Films collectifs (participation)
- 2006 : Experiments in Terror 2 (segment The Mesmerist)
- 2009 : Cinemad: Almanac 2009 Curated by Mike Plante
- 2014 : The Film That Buys the Cinema

## Distinctions
- Festival du court métrage de Clermont-Ferrand 2024 : meilleur film documentaire pour Incident